# Духа
Духа (араб. ضحى‎ — утро) — утреннее время, когда совершается добровольный (нафиль) утренний намаз. Время выполнения: через 20 минут после полного восхода Солнца, и желательно, чтобы четверть дня уже прошла до полудня. Время намаза заканчивается за 5-10 минут до полудня. В Коране имеется одноимённая сура.

## Совершение молитвы
Намаз-духа является добровольной молитвой (намаз-нафиля). Время его совершения начинается приблизительно через 20 минут после восхода солнца и продолжается почти до полудня. Количество ракаатов в этом намазе может быть от двух до двенадцати по наиболее распространенным мнениям, однако может быть и больше. Некоторые богословы (улемы) считают, что можно совершать и два ракаата, но лучше совершить этот намаз из восьми ракаатов. Намаз-духа упоминается в сборниках хадисов Мухаммеда.

## Хадисы про молитву Духа
- Абу Хурайра рассказывал: «Мой любимый друг (пророк Мухаммад) завещал мне три вещи: „Поститься три дня каждый месяц; совершения двух ракаатов молитвы Духа; и совершение молитвы витр перед сном“»[4].
- Пророк Мухаммад сказал: «Всевышний Аллах говорит: „О сын Адама! Не поленись совершить четыре ракаата в начале дня, чтобы Я сделал это достаточным для тебя до конца этого дня!“»[5]
- Пророк Мухаммад говорил: «Никто не будет совершать неуклонно молитву Духа, кроме кающегося, и поистине она молитва кающихся!»[6]